# 加治田城
加治田城（かじたじょう）は、戦国時代の美濃国加茂郡（岐阜県加茂郡富加町加治田）にあった日本の城。本名却敵城（きゃくてきじょう）。別名・加治田山城。山の名前としては加治田山や古城山、あるいは白華山と呼ばれた。現在は山全体を梨割山という。史跡未指定。

## 概要
美濃国と飛騨国の入口（現：下呂市金山町）の道をつなぐ重要な街道で中濃に位置し、西濃（岐阜城）・大垣城・東濃（苗木城）・奥美濃（郡上八幡城）の中間位置としての要衝・要所・要害・要地・拠点 であった。濃尾平野の北に位置する。

## 歴史
加治田城の築城時期は不明であるが、戦国時代の永禄年間（1558年 - 1570年）には、美濃佐藤氏の居城であった。佐藤忠能・忠康父子が築城したとも伝えられている。
佐藤氏は初め美濃斎藤氏に従っていたが、のちに尾張国の織田氏に内応。そのため永禄8年（1565年）に、堂洞合戦や関・加治田合戦において斎藤氏に攻め込まれるが、織田氏の支援も得ていずれも撃退している。しかし、関・加治田合戦において佐藤忠康が戦死したため、織田信長の命により斎藤道三の末子・斎藤利治が城主となった。
天正10年（1582年）6月2日、本能寺の変において利治が死去すると、斎藤利堯が跡を継ぎ織田信孝の家老となった。しかし、同年7月には東美濃での勢力拡大を狙う森長可との間で加治田・兼山合戦が起こり、奮闘し城を死守。しかし、その後（1582年～1583年）、利堯の城主としての活動が見えなくなり、その所領は森氏が統合した。
その後、東美濃全域並びに中濃の一部にまで版図を拡大した森氏は、領内に多すぎる城の保全の煩雑さを考慮し加治田城を廃城にした。廃城後、城下町は宿場町として昭和初期まで栄えた。

## 現在
一の丸、二の丸、三の丸、四の丸まであり、石積み（石垣）、土塁、竪堀、横掘、切岸、虎口が残る。城域（総構え）が梨割山から津保川、川浦川辺りまであった。
東公民館辺りが城主屋敷跡。絹丸（衣丸）の神社の横道より山に登る道があり、上まで行くと見晴らしがいい岩がある。昔はそこまで馬車で兵糧米を運び、そこから城へ人間が担いで運んでいた。岩は狼煙台としても使われていた。三徳岩は今でもあり、旗を立てていた穴が空いている。
東海環状自動車道で通過するトンネルの真上が加治田城跡になり、向側のトンネルは長尾丸山（堂洞城長尾丸）の真下を通り、そこは佐藤忠能の娘・八重緑が串刺しにされた場所である。
金華山、恵那山、御嶽山、伊吹山、白山、中央アルプス、南アルプス、鳩吹山、各務原アルプス、鈴鹿山脈、飛騨山脈、板取川源流高賀山方面、名古屋の駅ビル（JRセントラルタワーズ）等と遠くは伊勢湾まで見え、中濃全域（濃尾平野・美濃国）が一望できる。現在でも城下町の面影が残る。富加町の龍福寺・郷土資料館・役場に城の資料が保管されている。

## 地形・構造
古城山（海抜270メートル）では尾根に沿って至る所に曲輪や土塁・堀・石積（石垣）・虎口が設けられており、急斜な山を中心に北は津保川、南は川浦川の天然の堀（川）に囲まれている。
山と川の間である南の平地には飛騨国（国府）からの重要な街道があり、街道に沿って町場（上町・中町・下町）、町場の北には、上之屋敷、殿屋敷（屋敷城）、新沢屋敷、東には小山（現天神山）に三徳砦で堅固な櫓、西の砦は旧加治田小学校辺り、さらに西には衣丸と捨堀、郷が洞、米取岩（場）やのろし場、この他にも、清水滝口・東の清水口・捨堀口・烏帽子岩・霊雅山・小屋洞・田洞・石拾い・木戸外・馬場があり、龍福寺や清水寺も麓にあった。北の山では急斜面な岩場が多く、麓は津保川が流れて「北の難所」と言われており、登るのは困難である。加治田山（現梨割山・白華山）全域で城の道が繋がっており、至る所に曲輪や砦があり、山全体が城でもあった。
白華山清水寺入口から梨割山全域の砦辺りはチャート層の岩石で囲まれており、天然と人工の加工した石垣となっている。
景観が中濃全域、北濃、西濃、東濃の一部、遠くは尾張（現名古屋駅（JRセントラルタワーズ））や、晴れていれば伊勢湾まで遠望でき、中濃の真中の場にあった（支城の毛利山城（牛ヶ鼻砦）、一柳城（大洞城）も視認できる）。支城以外では、岐阜城・金山城・土田城・米田城・鉈尾山城・明智城・ 猿啄城・迫間城・関城・堂洞城等、他にも多くの城跡場を見渡せる（愛知県では名古屋城・小牧城・清州城・犬山城等である）。城下町も街道の賑わいがたえず重要な城であった。

### 城郭・遺構
主郭・天守・本丸
古城山頂に分布し、一の曲輪・二の曲輪・三の曲輪・四の曲輪があり、大手曲輪、帯曲輪、腰曲輪、石積（石垣）、堀、堀切、畝状竪堀、切岸、虎口、岩場跡、土塁見張台が加治田山の峰や尾根に続く。主要な主郭曲輪入口や難所には虎口があった。本丸には、物見櫓、見張櫓、隅櫓、主郭の住居（天守）があり、織田信長の中濃侵攻戦時は、櫓（二重櫓）があった。加治田城最大規模改築（加治田・兼山合戦）においては三重櫓以上となる。主郭と虎口の施設には今でも石垣や石積み、岩跡が残っている。本丸には加治田城の表示がある。
東曲輪（東砦）・西曲輪（西砦）
本丸より東の山に東曲輪がある。本丸より竪堀と堀切から西には岩（狼煙台）と西曲輪の岩跡が遺っている。東西から本丸を囲んでいる。
中腹屋敷城・城主屋敷城
加治田城本丸・本城と城下町・御殿屋敷城の中腹(山腹)にあった屋敷城。帯状に重なった曲輪が遺っている。
東櫓・西櫓
東の小山（天神山）には、堅固な櫓で三徳櫓、西の小山（元加治田小学校裏山）に砦があった（東は家老長沼三徳、西は古参の西村治郎兵衛が守備）。三徳櫓には、旗を立てる大岩（三徳岩）がある。この砦は加治田城御殿屋敷を囲むように位置し、加治田城山頂本丸へつづく道を挟んでいる。（こちらが本来の登山道であり、登るのが困難なジグザグの本城登山道となっており、今も整備されており途中、厳しいところには登山用ロープが用意されており、ロープで登ることが可能である。）
御殿屋敷・家臣団屋敷・龍福寺
上之屋敷とも言い、城主の居館伝承地がある。東公民館（旧加治田村小学校、加治田村役場跡）が跡地となっており、公園がある。山沿いへ西に行くと、菩提寺「龍福寺」がある。この山縁の場に家臣団屋敷があった。
衣丸（出丸）
川浦川にある絹丸橋の北、加治田山麓の絹丸神社の南にあり、捨堀に囲まれ柵が二重三重であり、櫓や家臣の石垣でつくられた屋敷もあった。街道が加治田村（絹丸村）の東で飛騨路として加治田の出入口、西は関市、岐阜方面、北は加治田山を登り、武儀郡、郡上八幡、敦賀方面、南は勝山から木曽川を下り、伊勢神宮への街道が衣丸にて分かれており、重要な曲輪であった（関・加治田合戦においても長井道利勢を衣丸で防ぎ切り、加治田城下町や本城への侵入を防いでいることや、湯浅新六等、主要な将を配置している）。
馬場
街並の南裏・川裏側の北に、駅馬があり、駅家郷があった。
木戸外
加治田城下町西のはずれで、付近は駅の出入口の柵があった。
米取場・狼煙台・見張台
衣丸より、北街道の絹丸神社の横道を行くと加治田山途中に大きな岩山がそびえたつ。その岩山が米取場（米置場）として使用され、そこまでは馬車で運び、米取場からは、本城まで人が担いで城まで運んでいた。岩山は景観がよく、狼煙台・見張台や砦としても使用されていた。北の津保川と南の衣丸から同じ距離になり、東の本城へ続く道もあり、重要視された。
東清水口
白華山清水寺の入口砦で、南は川浦川、大洞川があり、入口は狭く侵入が難しい場所である。白華山清水寺より加治田城本丸への道がつづいているが、本丸の周りを回りながら登城しなければならない。
清水滝口
白華山清水寺の裏手の砦であり、滝がながれている。川口が深く道が狭い場所で守りやすく攻めにくい。
郷が洞
絹丸神社裏頂上山に位置し砦があった。
烏帽子岩・霊雅山
龍福寺の北、西の頂上の山。ここにも砦があった。
小屋洞・田洞・石拾い
加治田衆の武将と農民・町民の領民が組織した部隊が集まる砦があった。
北の難所
北は津保川が流れている麓から梨割山頂上までは急斜面の崖で岩肌が多く、登るのは至難の場所であった。唯一、衣丸から加治田山の米取場を通り、武儀郡へ出る道が西にあるが、北の入口は津保川が流れており、入口は砦があり急で狭く侵入が難しい。また、山の丘の登り降る傾斜が多く難を極めた。
梨割山山頂
北の難所の頂上で加治田城本丸より奥にある。加治田城下町より中大手道から城主の中腹屋敷を通り、西大手道→西見張台→堀切から東が本丸への道と大手門があり、北へ搦手曲輪→搦手道→梨割山山頂へと続いていた。山頂はひらけており、北側の景観を一望できる。また、麓の城下町は見えないが南方の遠くまで見渡せる場所で見張台、狼煙台、砦があった。
加治田川小牧
北側の平地。津保川沿いに町屋や佐藤氏親族屋敷が並んでいた。又、川の瀬が深い事も有、川舟の流通も兼ねている。

### 城下町
- 城域内南側に町場（上町・中町・下町）と現在では片町も含めての中心城下町が形成されていた[13]。
- 梨割山の北側では津保川沿いに美濃斎藤佐藤氏一族の屋敷や町屋が並び、街道と繋がっている[14][15]。
- 他には、現在の美濃加茂市伊深町・三和町や富加町栃洞地区の部落や街道沿い町屋があった[16]。

### 登山道
- 白華山清水寺より北川の上り路もしくは、寺院内の北側より、加治田城本丸のまわりを周り迂回しながらの登山となる。
- 絹丸神社の真横の街道より岩場がそびえ立つ旧米取場を通り、梨割山山頂をぬけ、加治田山の加治田城本城への山道。
- 絹丸神社内の東側にも山道があり、山の神の石碑の横を通り、岩場である米取場を通る道もある。
- 北の難所の加治田川小牧地区より、本城への道もある。
- 正式の旧本城登山道は、加治田東公民館の公園のさらに横の道より、本城への道があり整備されているが、途中難攻不落の由縁でもある難所があり、急な場所にはロープを利用して登る必要がある。
- 加治田龍福寺より、本城へ上る道もあるがとても険しく登山用の準備が必要である。
- 加治田北東の大洞川源泉地域よりからも登山できる旧道がある。

## 支城
- 毛利山城（牛ケ鼻砦）[17]。
- 一柳城[18]。
- 加治田城を囲む美濃佐藤氏親族衆の城が鉈尾山城・板之東金懸城・伊深城屋敷・蜂屋館である[19]。

## 逸話
- 通名は却敵城が戦国時代の名である。却敵城の名は美濃国中濃において全ての敵を退けた事が所以である。攻守ともにバランスがよい難攻不落城[20]。
- 当時の却敵城は麓の御殿屋敷城から中腹屋敷城、本丸天守がある城において、石垣で築かれた非常にまとまった技巧的な城郭であると調査研究により判明している[21]。
- 加治田城の石垣が現在でも使用されている場として、大洞川の町田水（加治田用水）取入口が加治田城の石垣をおとし川をとめて作った事と、松井屋酒造場の南側に文ノ字屋の川端の石垣は加自田城の石垣を使ったと云われ、現在も見ることができる[22]。
- 北西の津保川は川舟の流通、東南の川浦川と大洞川は水生生物が豊富にあり、川の漁業が行われていた[23]。
- 津保川と川浦川が合流する加治田城総構え西端は船が行き来できる川淵であり、船による貿易やと漁業が行われ、加治田は地域をなし、歴史の霊地として白華山清水寺と共に加治田衆と云われる人材も東西南北より集った[24]

## 資料
「加治田城跡、現在城山加治田城跡（海抜270ｍ）と呼ばれるこの山城は、戦国時代は却敵城（きゃくてきじょう）とも呼ばれていました。桶狭間の戦いで今川氏を破った織田信長にとって…（中略）…城主を継いだ斉藤新五は信長の家臣として各地の戦闘に参加し、天正10年（1582年）本能寺の変で戦死するまで、その一生を信長の天下統一に捧げました。その後の加治田城は天正10年（1582年）の加治田・兼山合戦を斎藤玄蕃を大将としてしのぎましたが、玄蕃の死後に兼山城主森長可（ながよし）の領地となり廃城になったといわれています。」（富加町教育委員会 2000年（平成12年）11月『富加町史』（一部改変）より）

## 書籍
- 三宅唯美・中井均編『岐阜の山城 ベスト50を歩く』サンライズ出版、2010年
- 佐藤隆『掠世の女（ひと）』鳥影社、2003年
- 富加町教育委員会 企画・編集、渡辺浩行 マンガ構成・作画『夕雲の城―織田信長の東美濃攻略歴史PRマンガ―』2017年
- 中井均・内堀信雄 編『東海の名城を歩く 岐阜編』吉川弘文館、2019年
- 富加町文化財審議会　編『とみかの文化財 加治田の文化財と歴史』
- 天池治彦 2017年『神秘十字研究史 郷土史・地域史・加治田歴史』
- 香川元太郎 2021年『ワイド&パノラマ 鳥瞰・復元イラスト 戦国の城』

## 現地案内

### 所在地
- 〒501-3301　 岐阜県加茂郡富加町加治田

### 交通アクセス
- 東海環状自動車道路富加関ICから車で5分
- 長良川鉄道　富加駅からタクシーで10分
- 長良川鉄道　富加駅から徒歩で60分

### イベント・観光コース
- 富加町観光ウォーキングマップ　歴史満喫コース　距離10キロ　所要時間　2時間45分　富加町役場→富加町郷土資料館→絹丸橋→絹丸村(出丸城下町)（加治田城衣丸）→龍福寺→東公民館（旧加治田村立加治田小学校跡）→光宗寺→松井屋酒造場資料館→伊和神社→加治田跡山道入口・白華山清水寺参道→加治田城跡→梨割山頂上→米取場→加治田城跡山道出口（絹丸神社）→旧絹丸村墓地→川浦川新橋→富加町役場

## 郷土資料館
- 富加町郷土資料館において加治田城・堂洞城・茶臼山古墳の御城印・御墳印が地域限定のみで購入できる。
- 富加町郷土資料館において、加治田城にまつわる歴史資料が特別展示されている。
- 限定商品等（加治田城マスクケース）に歴史解説の商品が限定販売されている。

## 商品
- 松井屋酒造場より日本酒の銘柄「加治田城」が販売されている[25]。